# ブドウスカシバ
ブドウスカシバ（葡萄透翅、Nokona regalis）は、鱗翅目スカシバガ科のガ。翅の開は30-35ミリ、体は黒と橙黄色帯がある。体型はハチに似ているため、ハチと間違われやすい。

## 生態
年1回発生する。卵は6月頃に葉柄の基部に産まれ、2週間程で孵化する。幼虫は葉柄や新梢に侵入し、2～3回脱皮を繰り返しながら新梢や幹の基部へと移動する。この移動は8月下旬あたりに行われる。
基部へ移動して脱皮し、老齢幼虫になったのち、秋頃より越冬の準備に入る。幼虫は越冬場所の基部に紡錘形のこぶを作り、その中で翌年の初夏まで越冬する。越冬形態は幼虫・蛹である。初夏の5～6月頃、成虫が羽化する。
体型や体色がハチに似ており、ベイツ型擬態の一例だと考えられている。捕らえられると体を曲げてハチが針を刺すような動作をするが、実際には毒針を持っていない。

## 人間との関わり
ブドウ園では、本種はブドウの主要害虫のため、見つけ次第捕殺される。ブドウ以外に、ノブドウ、エビヅル、ヤマブドウにも寄生するため、これらが付近にある場合、被害は深刻化する（これらのほうが寄生されやすい）。
幼虫は毒針を持っており触れるとかぶれることがある。
釣りでは、幼虫は『ブドウ虫（生餌）』として珍重されている。渓流釣りにおいて良い餌であり、イワナ、ヤマメ、アマゴ、ニジマス、ウグイを釣る際によく用いられる。

## 被害の様子
幼虫の被害にあった新梢は紫赤褐色に変色し、先端部は萎えて枯れる。しかし、先端部以外は枯れず、副梢が盛んに出現する。たいてい被害部分からは虫糞が見られるが、部分や季節によっては、紡錘形のこぶが見られる。
果実には、斑点が現れ、観賞価値を著しく低下させる。